# Curling ai XXIII Giochi olimpici invernali - Qualificazioni
Avranno diritto a partecipare al torneo di curling dei Giochi olimpici 28 squadre, 10 per il torneo maschile e femminile ed 8 per il doppio misto, per un totale di 116 atleti. 7 squadre nazionali per ogni torneo si qualificheranno tramite un ranking che terrà conto delle prestazioni ottenute ai campionati mondiali di curling del 2016 e del 2017 mentre le squadre non qualificate attraverso il ranking prenderanno parte ad un torneo di qualificazione.
La Corea del Sud è qualificata di diritto a tutti i tornei in quanto nazione ospitante.

## Eventi validi per la qualificazione
| Evento                                        | Data             | Luogo         |
| --------------------------------------------- | ---------------- | ------------- |
| Campionato mondiale di curling femminile 2016 | 19-27 marzo 2016 | Swift Current |
| Campionato mondiale di curling maschile 2016  | 2-10 aprile      | Basilea       |
| Campionato mondiale di curling misto 2016     | 16-23 aprile     | Karlstad      |
| Campionato mondiale di curling femminile 2017 | 18-26 marzo      | Pechino       |
| Campionato mondiale di curling maschile 2017  | 1-9 aprile       | Edmonton      |
| Campionato mondiale di curling misto 2017     | 22–29 aprile     | Lethbridge    |
| Torneo preolimpico                            | 5-10 dicembre    | Plzeň         |

## Torneo maschile

### Ranking
| Key | Key                                    |
| --- | -------------------------------------- |
|     | Nazione qualificata ai Giochi olimpici |

| Posizione | Nazione                   | 2016 | 2017 | Totale |
| --------- | ------------------------- | ---- | ---- | ------ |
| 1         | Canada                    | 14   | 14   | 28     |
| 3         | Svezia                    | 7    | 12   | 19     |
| 3         | Stati Uniti               | 10   | 12   | 19     |
| 4         | Giappone                  | 9    | 5    | 15     |
| 5         | Svizzera                  | 4    | 10   | 14     |
| 6         | Gran Bretagna             | 6    | 7    | 13     |
| 7         | Norvegia                  | 8    | 5    | 13     |
| 8         | Danimarca                 | 12   | 0    | 12     |
| 9         | Cina                      | 0    | 8    | 8      |
| 10        | Finlandia                 | 5    | 0    | 5      |
| 11        | Italia                    | 0    | 4    | 4      |
| 12        | Germania                  | 1    | 3    | 4      |
| 13        | Russia                    | 3    | 1    | 4      |
| 14        | Paesi Bassi               | 0    | 2    | 2      |
| 15        | Corea del Sud (ospitante) | 2    | 0    | 2      |
| 16        | Rep. Ceca                 | 0    | 0    | 0      |

- Le nazionali con 0 punti hanno preso parte ai Campionato mondiale di curling maschile 2014 o ai Campionato mondiale di curling maschile 2015 e possono partecipare al torneo preolimpico[2].

### Nazioni qualificate
| Maschile                    | Data                          | Organizzatore    | Posti | Qualificati                                                        |
| --------------------------- | ----------------------------- | ---------------- | ----- | ------------------------------------------------------------------ |
| Qualificate tramite ranking | 2 aprile 2016 - 9 aprile 2017 | Basilea/Edmonton | 7     | Canada Giappone Gran Bretagna Norvegia Stati Uniti Svezia Svizzera |
| Torneo preolimpico          | 5-10 dicembre 2017            | Plzeň            | 2     | Danimarca Italia                                                   |
| Nazione ospitante           | -                             | -                | 1     | Corea del Sud                                                      |
| TOTALE                      |                               |                  | 10    |                                                                    |

## Torneo femminile

### Ranking
| Key | Key                                    |
| --- | -------------------------------------- |
|     | Nazione qualificata ai Giochi olimpici |

| Posizione | Nazione                   | 2016 | 2017 | Totale |
| --------- | ------------------------- | ---- | ---- | ------ |
| 1         | Canada                    | 9    | 14   | 23     |
| 2         | Russia                    | 10   | 12   | 22     |
| 3         | Svizzera                  | 14   | 5    | 19     |
| 4         | Gran Bretagna             | 8    | 10   | 18     |
| 5         | Stati Uniti               | 7    | 8    | 15     |
| 6         | Corea del Sud (ospitante) | 6    | 7    | 13     |
| 7         | Svezia                    | 4    | 9    | 13     |
| 8         | Giappone                  | 12   | 0    | 12     |
| 9         | Germania                  | 3    | 4    | 7      |
| 10        | Rep. Ceca                 | 0    | 6    | 6      |
| 10        | Danimarca                 | 5    | 1    | 6      |
| 12        | Italia                    | 1    | 3    | 4      |
| 13        | Cina                      | 0    | 2    | 2      |
| 13        | Finlandia                 | 2    | 0    | 2      |
| -         | Lettonia                  | 0    | 0    | 0      |
| -         | Norvegia                  | 0    | 0    | 0      |

- Le nazionali con 0 punti hanno preso parte ai Campionato mondiale di curling femminile 2014 o ai Campionato mondiale di curling femminile 2015 e possono partecipare al torneo preolimpico[2].

### Nazioni qualificate
| Maschile                    | Data                          | Organizzatore         | Posti | Qualificati                                                      |
| --------------------------- | ----------------------------- | --------------------- | ----- | ---------------------------------------------------------------- |
| Qualificate tramite ranking | 19 marzo 2016 - 26 marzo 2017 | Swift Current/Pechino | 7     | Canada Giappone Gran Bretagna Russia Stati Uniti Svezia Svizzera |
| Torneo preolimpico          | 5-10 dicembre 2017            | Plzeň                 | 2     | Cina Danimarca                                                   |
| Nazione ospitante           | -                             | -                     | 1     | Corea del Sud                                                    |
| TOTALE                      |                               |                       | 10    |                                                                  |

## Torneo doppio misto

### Ranking
| Key | Key                                    |
| --- | -------------------------------------- |
|     | Nazione qualificata ai Giochi olimpici |

| Posizione | Nazione                   | 2016 | 2017 | Totale |
| --------- | ------------------------- | ---- | ---- | ------ |
| 1         | Cina                      | 12   | 10   | 22     |
| 2         | Canada                    | 8    | 10   | 18     |
| 3         | Russia                    | 14   | 4    | 18     |
| 4         | Svizzera                  | 0    | 14   | 14     |
| 5         | Stati Uniti               | 10   | 3    | 13     |
| 6         | Norvegia                  | 4    | 8    | 12     |
| 7         | Finlandia                 | 6    | 6    | 12     |
| 8         | Gran Bretagna             | 9    | 2    | 11     |
| 9         | Rep. Ceca                 | 0    | 9    | 9      |
| 10        | Corea del Sud (ospitante) | 0    | 7    | 7      |
| 11        | Estonia                   | 7    | 0    | 7      |
| 12        | Lettonia                  | 0    | 5    | 5      |
| 13        | Slovacchia                | 3    | 0    | 3      |
| 14        | Austria                   | 2    | 0    | 2      |
| 15        | Italia                    | 0    | 1    | 1      |
| 16        | Irlanda                   | 1    | 0    | 1      |

### Nazioni qualificate
| Maschile                    | Data                          | Organizzatore       | Posti | Qualificati                                                |
| --------------------------- | ----------------------------- | ------------------- | ----- | ---------------------------------------------------------- |
| Qualificate tramite ranking | 19 marzo 2016 - 26 marzo 2017 | Karlstad/Lethbridge | 7     | Cina Canada Russia Svizzera Stati Uniti Norvegia Finlandia |
| Nazione ospitante           | -                             | -                   | 1     | Corea del Sud                                              |
| TOTALE                      |                               |                     | 8     |                                                            |